# 볼람쥐
볼람쥐(Pseudomys bolami)는 쥐과에 속하는 설치류의 일종이다. 야행성, 땅을 파는 동물로 오스트레일리아 준건조 지역과 남부 건조 지역에서 서식한다. 극히 다양한 기후에 대처하기 위해 개발된 여러 생리학적, 행동적 적응 능력을 갖고 있다.

## 특징
볼람쥐는 생쥐 크기의 쥐로 큰 눈과 큰 발, 큰 귀와 함께 긴 꼬리를 갖고 있다. 움직일 때 생쥐보다 조용하고 불쾌한 냄새도 없다. 다른 특징으로 생쥐의 특징인 상절치의 절흔이 없다. 수컷과 암컷 몸무게는 9g과 16g 사이이다. 꼬리 길이 71~103mm를 제외한 몸길이는 50~80mm이다. 털은 바닥의 흰색부터 꼬리 끝의 더 짙은 색깔까지 섞인 무딘 회색-갈색을 띤다. 모래내륙쥐(Pseudomys hermannsburgensis)와 겉모습이 아주 유사하지만, 뒷발이 18.4~20.1mm로 더 길고 꼬리 비늘당 4~6개의 털이 나 있고 귀도 15.2~18.6mm로 길다.

## 분류학
볼람쥐는 1932년에 트라우턴(Troughton)이 모래내륙쥐의 아종(Pseudomys hermannsburgensis bolami)으로 처음 기술했다. 1984년에 키치너(Kitchener) 등이 핵산 전기영동과 형태학적 특징에 기초하여 별도의 종으로 재분류했다.

## 분포
웨스턴오스트레일리아주 남서부 지역부터 사우스오스트레일리아주를 거쳐 뉴사우스웨일스주까지 널리 분포한다. 최근 종 분포 지역이 감소하여 사우스오스트레일리아주와 빅토리아주의 일몰 지역에서는 더 이상 발견되지 않는다. 화석 증거에 따르면, 이전에 북서부 지역의 무타윈트지 국립공원을 포함한 뉴사우스웨일스 서쪽 대부분을 차지했던 것에 비해 현재는 분포 범위가 뉴사우스웨일스 지역으로 줄어들었다. 볼람쥐의 분포 지역은 일반적으로 모래내륙쥐의 분포 지역 남쪽으로 분포 지역이 서로 아주 조금 겹친다.

## 먹이
볼람쥐는 잡식성 설치류로 먹이는 식물 씨앗과 잎, 무척추동물, 버섯류 등으로 이루어져 있다. 먹이가 아주 다양하기 때문에 볼람쥐는 먹이는 계절적으로 변화가 있다. 특히 씨앗 생산에 적합한 조건일 때 먹이의 대부분을 차지하는 마이레아나 아스트로트리카([Maireana astrotricha) 씨앗을 주로 먹는다. 일반적으로 잎과 꽃, 줄기, 뿌리를 포함하여 식물이 먹이의 약 30% 이상을 차지한다. 무척추동물은 먹이의 10% 이상이고 버섯류는 1% 이하이다.

## 생활사
볼람쥐는 모든 계절에 번식을 하는 것으로 기록되어 있지만 보통 먹이를 구하기 쉬운 봄과 초여름에 번식을 한다. 추가 먹이 공급처를 개척하기 위해 상당한 비가 내린 후 12개월만에 11배로 증가하는 편의적인 번식 패턴이 관찰되기도 한다. 9g 정도의 몸무게에 도달했을 때 성적으로 성숙해진다. 암컷은 4~6마리의 새끼를 낳는다. 볼람쥐의 예상 수명은 2년 정도로 짧다.

## 서식지
오스트레일리아 건조 및 반건조 지역 안의 다양한 식물 군집 지역에서 발견된다. 말리-스피니펙스 식물과 말리 관목, 목마황 삼림, 혼합 개활지 관목/삼림 지대, 명아주 관목 평원, 아카시아/유칼립투스 숲에서 서식한다. 찰흙과 점토 지역과 굴을 파기 좋은 자갈과 모래 또는 석회질 토양 서식지에서 발견된다. 왕도마뱀과 쥐캥거루, 토끼 등이 살았던 비어 있는 굴과 쓰러진 나무 아래에서도 발견된다.